# 제노비아
제노비아(라틴어: Zenobia, 240년경 ~ 274년경)는 팔미라 제국의 황후(재위: 260년 ~ 267년), 태후(재위: 267년 ~ 272년), 여제(재위: 272년 ~ 273년)이다. 시리아 팔미라를 거점으로 삼았던 로마 제국의 반독립 국가인 팔미라 제국의 영토를 시리아, 아나톨리아, 팔레스타인, 이집트로 확장해 나가는 한편 팔미라 제국의 문화를 발전시켰다.

## 생애

### 생애 초반
제노비아는 240년경에 로마 제국의 지배를 받고 있던 시리아의 고대 도시인 팔미라에서 태어났다고 하지만 제노비아의 아버지와 어머니가 누구인지에 대해서는 여러 가지 가설이 전한다. 그 중에서도 제노비아의 아버지가 율리우스 아우렐리우스 제노비우스(Julius Aurelius Zenobius)였다는 가설이 전한다. 제노비아의 조상은 2세기 후반에 로마 시민권을 취득했고 셉티미우스 세베루스 황제의 황후로 알려진 율리아 돔나와 가까운 관계였다고 전해진다. 제노비아는 어린 시절부터 이집트어, 라틴어, 그리스어, 시리아어를 구사했고 승마, 사냥을 취미로 삼았다고 전해진다.

### 팔미라 제국의 황후
제노비아는 14세 시절이던 255년경에 팔미라의 영주였던 오데나투스의 2번째 아내가 되었으며 슬하에 3명의 아들(바발라투스, 하이란 2세, 셉티미우스 안티오쿠스)을 두었다. 오데나투스는 팔미라를 침공하던 사산 제국 군대를 연달아 격파하면서 로마 제국 군대의 동방 사령관으로 임명되었다.
260년에는 로마 제국의 발레리아누스 황제가 사산 제국과의 에데사 전투 도중에 샤푸르 1세 황제가 이끌던 페르시아 군대의 포로로 잡혀나가면서 갈리에누스가 로마 제국의 새 황제로 즉위하게 된다. 오데나투스가 갈리에누스 황제의 승인을 통해 팔미라를 거점으로 삼았던 반독립 국가인 팔미라 제국의 황제로 즉위하면서 제노비아는 팔미라 제국의 황후가 되었다.
267년에는 팔미라 제국의 오데나투스 황제가 자신의 조카였던 메오니우스에 의해 암살당했다. 이 과정에서 오데나투스의 아들인 하이란 1세도 메오니우스에 의해 암살당했다. 제노비아는 자신의 아들인 바발라투스를 오데나투스의 후계자로 임명하면서 팔미라 제국의 공동 통치자가 되었다.

### 팔미라 제국의 발전
로마 제국의 황제였던 클라우디우스 고티쿠스는 이탈리아, 발칸반도에서 게르만족의 침공을 저지하는 데에 집중하고 있었고 트라키아에서 고트인의 침공을 저지하는 데에 집중하고 있었다. 제노비아는 로마 제국의 정치적 혼란을 틈타서 270년에 팔미라 제국이 독립 국가임을 선언했고 사산 제국의 침공으로부터 보호하기 위해 팔미라 제국의 영토를 확장하기로 결심하게 된다.
제노비아는 자신을 고대 이집트의 클레오파트라 7세 필로파토르 여왕에 버금가는 "이집트의 여왕", "전사 여왕"임을 자처했다. 자브다스 장군이 이끄는 팔미라 제국 군대는 270년에 이집트(아이깁투스), 시리아(시리아 속주)를 정복했으며 270년 10월에는 이집트 총독을 살해하는 성과를 기록했다. 271년 중반에는 아나톨리아(아시아 속주), 팔레스타인(아라비아 페트라에아)을 정복하면서 팔미라 제국의 영토를 확장해 나갔다.
제노비아는 본인을 아우구스타(Augusta)로 자칭했는데 팔미라 제국에서는 제노비아의 초상화가 그려진 주화가 주조되었다. 제노비아는 자신의 궁정을 학자들과 철학자들의 연구 공간으로 개방했을 정도로 교양 있는 군주이자 지적인 군주로 여겨졌다. 또한 기독교 신자, 유대인에 대한 관용 정책을 시행하여 팔미라 제국의 문화를 발전시켰다.

### 최후

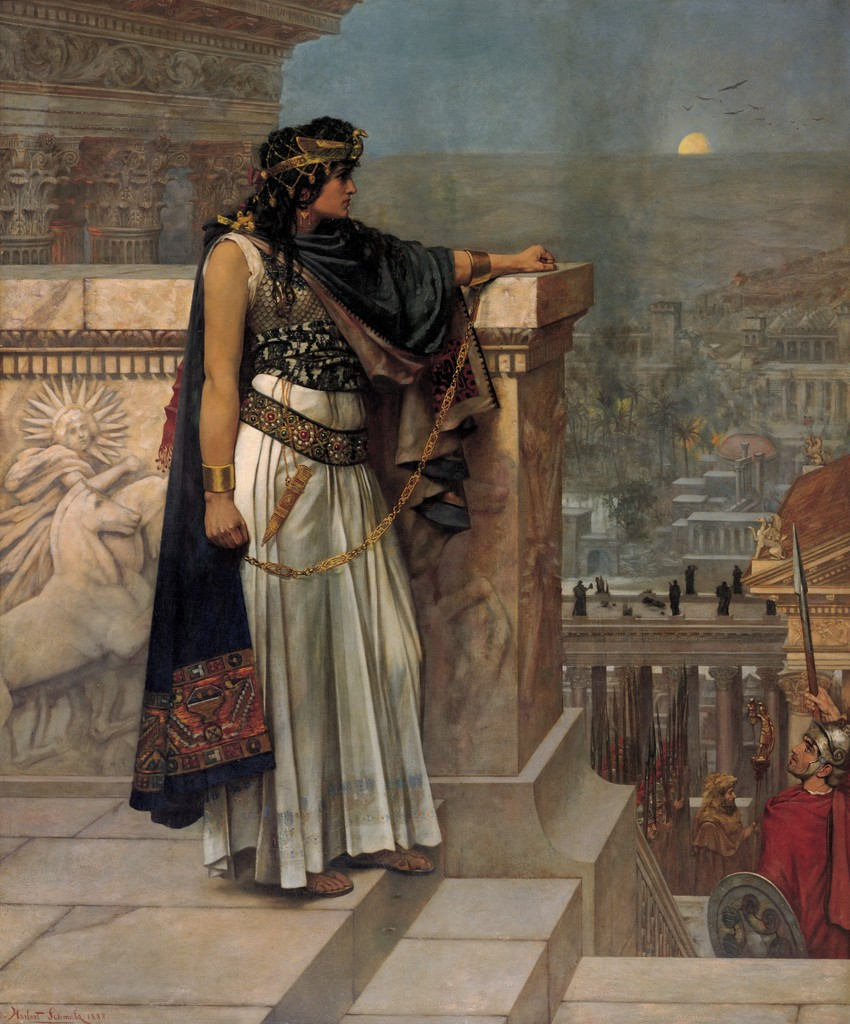
헤르베르트 구스타베 슈말츠의 그림 《팔미라를 내려다 보는 제노비아》 (1888년 제작)

270년에 로마 제국의 황제로 즉위한 아우렐리아누스는 제노비아가 이끌던 팔미라 제국을 눈엣가시로 여겼고 272년에는 자신이 직접 군대를 이끌고 비잔티움과 보스포루스 해협을 넘어 팔미라 제국을 정복하기로 결심한다. 아우렐리아누스 황제가 이끄는 로마 제국 군대는 안티오케이아(현재의 터키 안타키아), 에메사(현재의 시리아 홈스)에서 팔미라 제국 군대를 연달아 격파했고 팔미라 제국의 수도인 팔미라를 포위하게 된다. 제노비아는 바발라투스를 비롯한 자신의 아들들과 함께 팔미라를 탈출하려고 했지만 실패했고 로마 제국은 273년에 팔미라 제국을 정복하게 된다.
제노비아는 274년에 로마에서 열린 아우렐리아누스 황제의 개선식에서 포로로 끌려왔으며, 그 이후 처형당했다는 기록과 그 이후에도 살아남아 로마 제국에서 로마 원로원 의원을 역임했던 귀족과 결혼한 다음에 티부르(현재의 이탈리아 티볼리)에 위치한 빌라 아드리아나에서 자녀들과 함께 거주하며 살았다는 기록이 난립하는 등 그녀가 로마로 끌려간 이후의 정확한 생사는 불명확하다.

## 평가
고대 로마의 역사서에서는 제노비아가 "어둡고 무표정한 얼굴, 평범하지 않을 정도로 강력한 검은 눈, 거룩한 정신, 믿기지 않는 아름다움, 하얀 치아를 가진 여자"라고 평가했다. 영국의 역사가인 에드워드 기번은 제노비아가 "고대 이집트의 클레오파트라 7세 필로파토르 여왕에 버금가는 여걸"이라고 평가했다.
제노비아는 중동, 서양의 학자들, 예술가들 사이에서 큰 영감을 주었는데 클레오파트라, 부디카에 버금가는 비극적인 최후를 맞은 영웅적인 여왕으로 여겨졌다. 제노비아와 관련된 전설은 제노비아를 여러 작가들과 역사학자들의 요구를 수용하기 위해 재해석할 수 있는 우상으로 만들었다. 이 때문에 제노비아는 억압받는 사람들의 영웅, 자유의 투사, 여성의 롤 모델을 갖춘 여왕으로도 여겨졌다. 러시아의 역사가인 미하일 로스톱체프는 러시아 제국의 예카테리나 2세 황제가 제노비아를 "군사력과 지적인 능력을 갖춘 여자"로 비유하는 것을 좋아했다고 한다. 1930년대에 이집트의 여성주의 언론사가 제노비아를 높이 평가하면서 제노비아는 아랍 세계에서 민족주의 성향을 가진 강력한 여성 지도자로 여겨졌다.
오늘날 시리아에서는 제노비아를 시리아 민족주의를 대표하는 인물, 시리아 국민들이 갖고 있는 애국심의 상징, 폭정에 맞서 싸운 지배자로 높이 평가하고 있다. 특히 19세기에는 서양에서 교육을 받은 시리아의 지식인들이 제노비아를 소재로 한 문학 작품을 발표했다. 이스라엘-팔레스타인 분쟁에서 팔레스타인의 입장을 지지하고 있는 시리아의 관점에서 제노비아는 팔레스타인의 자결권을 위한 투쟁의 상징으로 여겨졌다.

## 사진

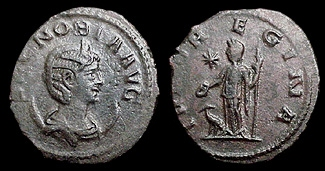
제노비아의 초상화가 그려진 고대 로마의 주화
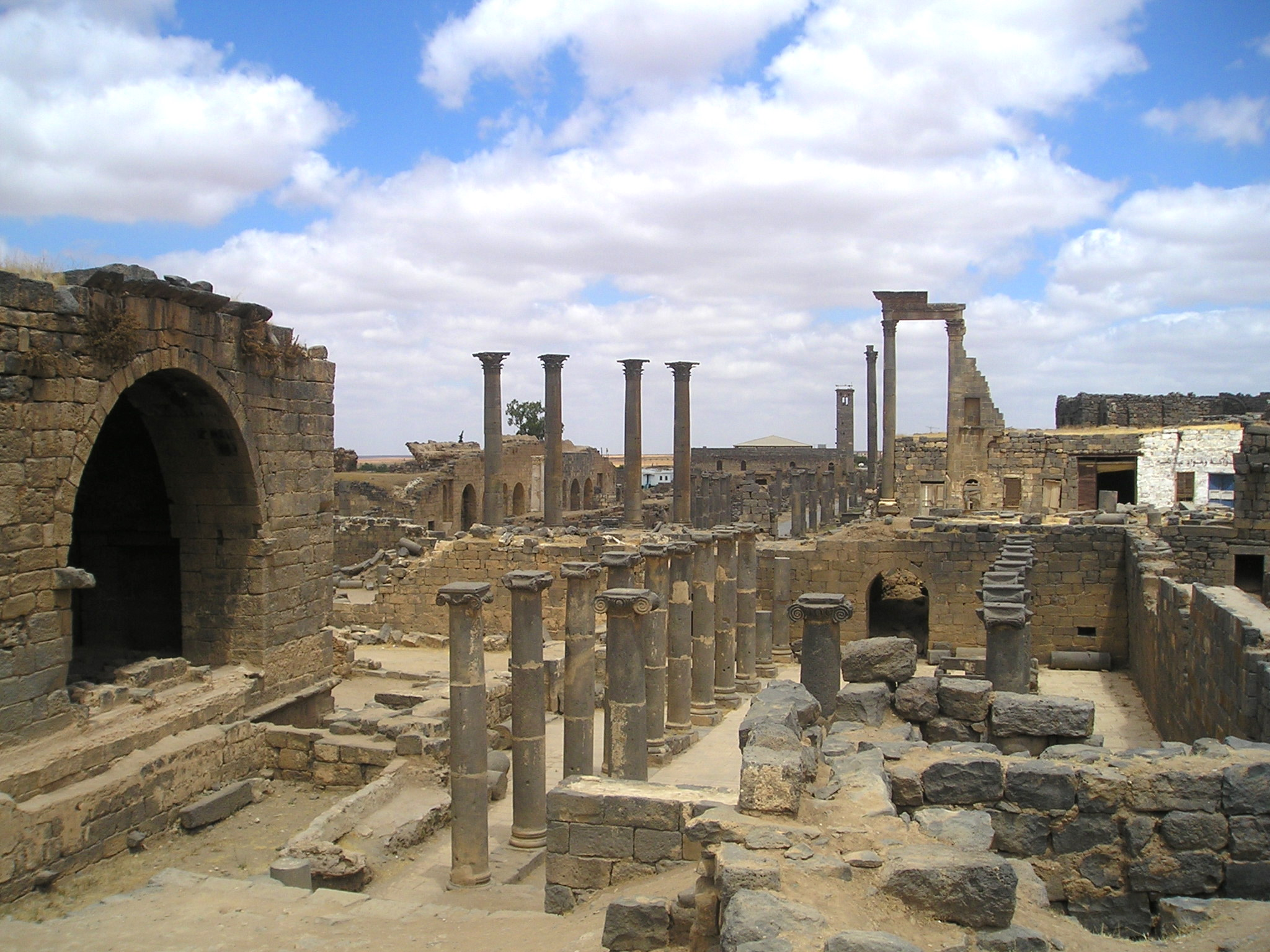
270년에 팔미라 제국에 정복된 부스라 유적
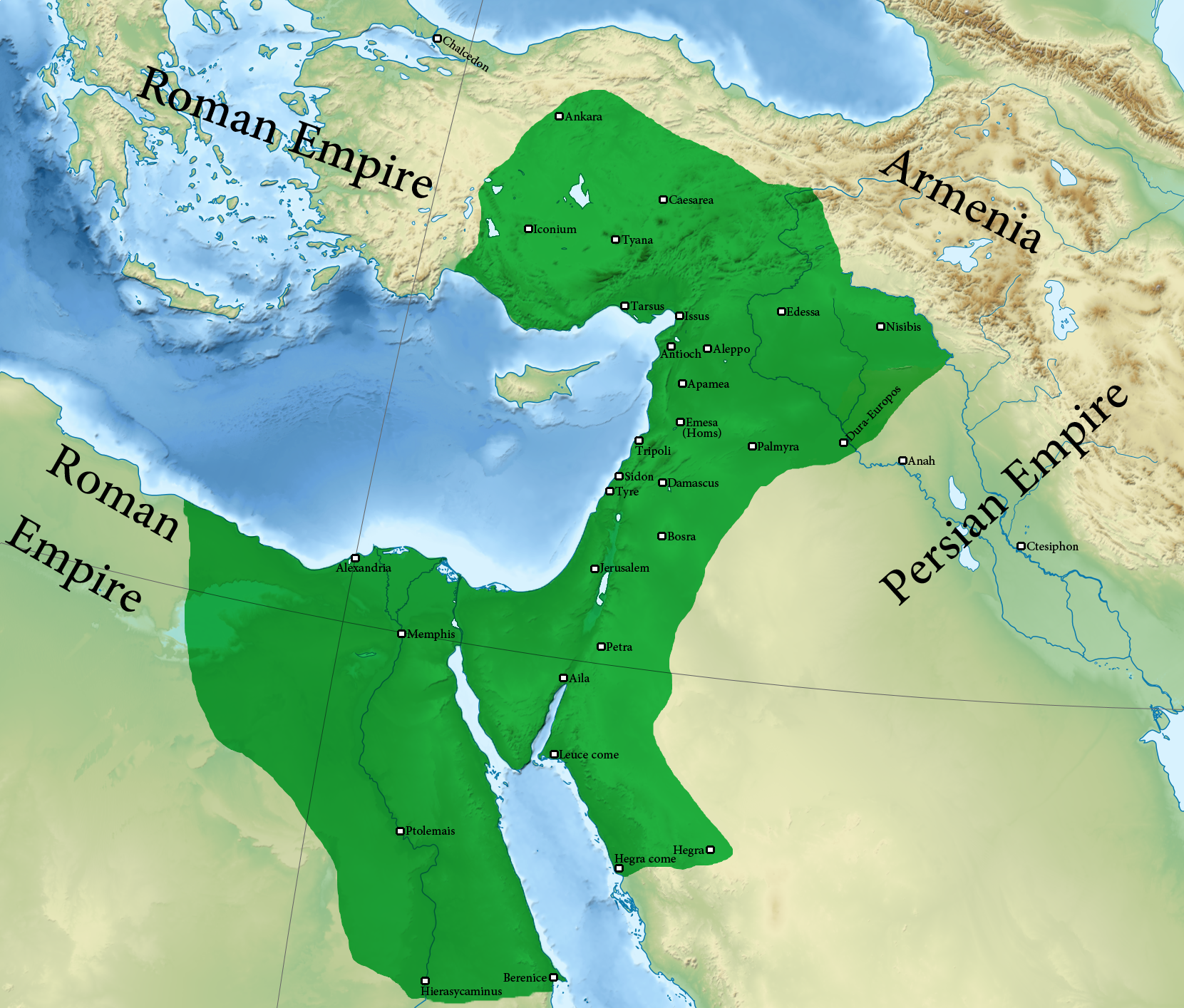
271년 팔미라 제국의 영역

## 같이 보기
- 군인 황제 시대
- 갈리아 제국